# Логор Лука
Логор Лука је био концентрациони логор којим су управљале снаге босанских Срба, у Брчком, у Босни и Херцеговини, током рата у Босни.
Почевши од маја 1992. до почетка јула 1992. године, српске снаге су држале стотине босанских Муслимана и Хрвата у логору, складишту на реци Сави, у нехуманим условима и под оружаном стражом, при чему су заточеници систематски убијани.

## Суђења
Горан Јелисић је 14. децембра 1999. од Међународног кривичног суда за бившу Југославију осуђен за злочине против човечности и кршење обичаја ратовања осуђен на 40 година затвора.
У октобру 2004. године, Рајко Чешић се изјаснио кривим да је у логору починио 10 убистава и два случаја сексуалног злостављања и осуђен је на 18 година затвора.
Бранко Пудић, стражар у логору, оптужен је 14. новембра 2011. да је „свакодневно вршио тортуру, нечовечно поступао и наносио патње цивилном становништву у логору“.
Дана 21. децембра 2011. године, Моника Илић је притворена због сумње да је у логору починила ратни злочин над несрбима.